# Brasswell Deen
Braswell Drue Deen (Baxley, 28 giugno 1893 – Alma, 28 novembre 1981) è stato un politico e allevatore statunitense, membro della Camera dei Rappresentanti per lo stato della Georgia dal distretto n.8.

## Biografia
Nato a Baxley da una famiglia di agricoltori, Deen studiò presso alcune scuole pubbliche e al South Georgia College di McRae.
Deen fu eletto alla Camera dei Rappresentanti per tre legislature dal 1933 al 1939. Non si è ricandidò alle elezioni del 1938. Dopo la Camera dei Rappresentanti, lavorò come broker assicurativo e allevatore di buoi domestici. Viveva a Alma ove è morto il 28 novembre 1981. È sepolto nel Rose Hill Cemetery.